# Lijst van voetbalinterlands Estland - Verenigde Staten
Deze lijst van voetbalinterlands is een overzicht van alle officiële voetbalwedstrijden tussen de nationale teams van Estland en de Verenigde Staten. De landen speelden tot op heden twee keer tegen elkaar. De eerste ontmoeting, een voorronde wedstrijd tijdens de Olympische Zomerspelen 1924,werd gespeeld in Parijs (Frankrijk) op 25 mei 1924. Het laatste duel, een vriendschappelijke wedstrijd, vond plaats op 7 mei 1994 in Fullerton.

## Wedstrijden
| № | Plaats    | Datum       | Competitie        | Wedstrijd                  | Uitslag |
| - | --------- | ----------- | ----------------- | -------------------------- | ------- |
| 1 | Parijs    | 25 mei 1924 | OS 1924           | Verenigde Staten – Estland | 1 – 0   |
| 2 | Fullerton | 7 mei 1994  | Vriendschappelijk | Verenigde Staten – Estland | 4 – 0   |

## Samenvatting
| Competitie        | Totaal gespeeld | Winst Estland | Gelijk | Winst Verenigde Staten | Doelsaldo Estland – Verenigde Staten |
| ----------------- | --------------- | ------------- | ------ | ---------------------- | ------------------------------------ |
| Olympische Spelen | 1               | 0             | 0      | 1                      | 0 − 1                                |
| Vriendschappelijk | 1               | 0             | 0      | 1                      | 0 − 4                                |
| Totaal            | 1               | 0             | 0      | 1                      | 0 − 5                                |

Wedstrijden bepaald door strafschoppen worden, in lijn met de FIFA, als een gelijkspel gerekend.

## Details

### Eerste ontmoeting
De eerste ontmoeting tussen de nationale voetbalploegen van Estland en de Verenigde Staten vond plaats op 25 mei 1924. Het duel, een wedstrijd in de voorronde van de Olympische Spelen van 1924, werd bijgewoond door 8.110 toeschouwers en gespeeld in het Stade Général John Joseph Pershing in het Bois de Vincennes in Parijs. De wedstrijd stond onder leiding van scheidsrechter Paul Putz uit België. Amerika won met 1-0 waardoor Estland voortijdig werd uitgeschakeld en al na een duel naar huis kon.
| Olympische Zomerspelen 1924 (Parijs, Frankrijk, 25 mei 1924):                                                                                          |              | |
| Verenigde Staten | 1 – 0        | Estland |
| Andy Straden 15' (pen.) | goals        | |
| George Burford | bondscoach   | Ferenc Kónya |
| Jimmy Douglas Irving Davis Arthur Rudd Burke Jones Raymond Hornberger Fred O'Connor William Findlay Aage Brix Andy Straden Harry Farrell Sam Dalrymple | opstellingen | August Lass Otto Silber Elmar Kaljot Bernhard Rein Harald Kaarman Heinrich Paal Arnold Pihlak Hugo Väli Eduard Ellman-Eelma Oskar Üpraus Ernst-Aleksandr Joll |
| Carl Johnson Edward Hart Herbert Wells James Mulholland James Rhody William Demko                                                                      | wissels      | Alfei Jurgenson Eugen Einmann Evald Tipner Johannes Brenner Johannes Kihlefeld Johannes Lello Ralf Liivar Sergej Javorski Voldemar Rõks                       |

### Tweede ontmoeting
De tweede ontmoeting tussen Estland en de Verenigde Staten vond plaats op 7 mei 1994. Het vriendschappelijke duel, bijgewoond door 2.158 toeschouwers, werd gespeeld in het Titan Stadium in Fullerton. De wedstrijd stond onder leiding van scheidsrechter Joshua Patlak uit de Verenigde Staten. Hij stuurde twee spelers met een rode kaart van het veld. Twee spelers maakten hun debuut voor Estland; Indrek Zelinski (Tervis Pärnu) en Toomas Krõm (FC Flora Tallinn).
| Vriendschappelijk (Fullerton, Verenigde Staten, 7 mei 1994): |              | |
| Verenigde Staten | 4 – 0        | Estland |
| Frank Klopas 36' Claudio Reyna 41' Marcelo Balboa 76' Joe-Max Moore 87'                                                                                          | goals        | |
| Bora Milutinović | bondscoach   | Roman Ubakivi |
| Brad Friedel Marcelo Balboa Alexi Lalas 46' Jeff Agoos Desmond Armstrong Mike Burns Claudio Reyna Chris Henderson 65' Cobi Jones 83' Hugo Perez Frank Klopas 46' | opstellingen | Mart Poom Igor Prins Risto Kallaste Urmas Kaljend Dzintar Klavan 70' Marek Lemsalu Marko Kristal Tarmo Linnumäe Urmas Kirs Martin Reim Toomas Krõm |
| Mike Lapper 46' Joe-Max Moore 46' Dominic Kinnear 65' Janusz Michallik 83'                                                                                       | wissels      | 70' Indrek Zelinski |
| Alexi Lalas Frank Klopas | gele kaarten | Martin Reim |
| Mike Lapper 71' | rode kaarten | 71' Igor Prins |

EJL · A-internationals · Bondscoaches · Statistieken · Estisch vrouwenelftal · Olympisch elftal · Estland U21 · Estland U20 · Estland U19 · Estland U18 · Estland U17 · Estland U16
1920 – 1929 ·
1930 – 1939 ·
1940 – 1949 ·
1950 – 1990 · 
1990 – 1999 ·
2000 – 2009 ·
2010 – 2019 ·
2020 − 2029
OS 1924
1920 ·
1921 ·
1922 ·
1923 ·
1924 ·
1925 ·
1926 ·
1927 ·
1928 ·
1929 · 
1930 · 
1931 · 
1932 · 
1933 · 
1934 · 
1935 · 
1936 · 
1937 · 
1938 · 
1939 · 
1940 · 
1941 · 
1942 · 
1943 · 1944 · 
1945 · 
1946 · 
1947 · 
1948 · 
1949 · 
1950 – 1990 · 
1991 · 
1992 · 
1993 · 
1994 · 
1995 · 
1996 · 
1997 · 
1998 · 
1999 · 
2000 · 
2001 · 
2002 · 
2003 · 
2004 · 
2005 · 
2006 · 
2007 · 
2008 · 
2009 · 
2010 · 
2011 · 
2012 · 
2013 · 
2014 · 
2015 · 
2016 ·
2017 ·
2018 ·
2019 ·
2020
Albanië ·
Andorra ·
Angola ·
Antigua en Barbuda ·
Argentinië ·
Armenië ·
Azerbeidzjan ·
België ·
Bosnië-Herzegovina ·
Brazilië ·
Bulgarije ·
Canada ·
Chili ·
China ·
Cyprus ·
Denemarken ·
Duitsland ·
Ecuador ·
Egypte ·
El Salvador ·
Engeland ·
Equatoriaal-Guinea ·
Faeröer ·
Fiji ·
Filipijnen ·
Finland ·
Frankrijk ·
Georgië · 
Gibraltar ·
Griekenland ·
Hongarije ·
Hongkong ·
Ierland ·
IJsland ·
Indonesië ·
Irak ·
Israël ·
Italië ·
Jordanië ·
Kazachstan ·
Kirgizië ·
Kroatië ·
Letland ·
Libanon ·
Liechtenstein ·
Litouwen ·
Luxemburg ·
Malta ·
Marokko ·
Mexico ·
Moldavië ·
Montenegro ·
Nederland ·
Nieuw-Caledonië ·
Nieuw-Zeeland ·
Noord-Ierland ·
Noord-Macedonië ·
Noorwegen ·
Oekraïne ·
Oezbekistan ·
Oman ·
Oostenrijk ·
Polen ·
Portugal ·
Qatar ·
Roemenië ·
Rusland ·
Saint Kitts en Nevis ·
San Marino ·
Saoedi-Arabië ·
Schotland ·
Servië ·
Slovenië ·
Slowakije · 
Spanje ·
Tadzjikistan ·
Thailand ·
Trinidad en Tobago ·
Tsjechië ·
Turkije ·
Turkmenistan ·
Uruguay ·
Vanuatu ·
Venezuela ·
Verenigde Arabische Emiraten ·
Verenigde Staten ·
Vietnam ·
Wales ·
Wit-Rusland ·
Zweden ·
Zwitserland
USSF · A-internationals · Selecties · Bondscoaches · Amerikaans vrouwenelftal · Olympisch elftal · USA -21 · USA -20 · USA -19 · USA -18 · USA -17
1885 – 1919 · 
1920 – 1929 · 
1930 – 1939 · 
1940 – 1949 · 
1950 – 1959 · 
1960 – 1969 · 
1970 – 1979 · 
1980 – 1989 · 
1990 – 1999 · 
2000 – 2009 · 
2010 – 2019 ·
2020 − 2029
CA 1993 · 
CA 1995 · 
CA 2007 · 
CA 2016
CC 1992 · 
CC 1999 · 
CC 2003 · 
CC 2009
WK 1930 · 
WK 1934 · 
WK 1950 · 
WK 1990 · 
WK 1994 · 
WK 1998 · 
WK 2002 · 
WK 2006 · 
WK 2010 · 
WK 2014
OS 1904 · 
OS 1924 · 
OS 1928 · 
OS 1936 · 
OS 1948 · 
OS 1952 · 
OS 1956 · 
OS 1972 · 
OS 1984 · 
OS 1988 · 
OS 1992 · 
OS 1996 · 
OS 2000 · 
OS 2008
Algerije ·
Antigua en Barbuda ·
Argentinië ·
Armenië ·
Australië ·
Azerbeidzjan ·
Barbados ·
België ·
Belize ·
Bermuda ·
Bolivia ·
Bosnië en Herzegovina ·
Brazilië ·
Canada ·
Chili ·
China ·
Colombia ·
Costa Rica ·
Cuba ·
Curaçao ·
Denemarken ·
DDR ·
Duitsland ·
Ecuador ·
Egypte ·
El Salvador ·
Engeland ·
Estland ·
Finland ·
Frankrijk ·
Ghana ·
GOS ·
Grenada ·
Griekenland ·
Guatemala ·
Guyana ·
Haïti ·
Honduras ·
Hongarije ·
Ierland ·
IJsland ·
Iran ·
Israël ·
Italië ·
Ivoorkust ·
Jamaica ·
Japan ·
Joegoslavië ·
Kaaimaneilanden ·
Kameroen ·
Koeweit ·
Letland ·
Liechtenstein ·
Luxemburg ·
Malta ·
Marokko ·
Martinique ·
Mexico ·
Moldavië ·
Nederland ·
Nederlandse Antillen ·
Nicaragua ·
Nieuw-Zeeland ·
Nigeria ·
Noord-Ierland ·
Noord-Korea ·
Noord-Macedonië ·
Noorwegen ·
Oekraïne ·
Oezbekistan ·
Oman ·
Oostenrijk ·
Panama ·
Paraguay ·
Peru ·
Polen ·
Portugal ·
Puerto Rico ·
Qatar ·
Roemenië ·
Rusland ·
Saint Kitts en Nevis ·
Saint Vincent en de Grenadines ·
Saoedi-Arabië ·
Schotland ·
Servië ·
Slovenië ·
Slowakije ·
Sovjet-Unie ·
Spanje ·
Thailand ·
Trinidad en Tobago ·
Tsjechië ·
Tsjecho-Slowakije ·
Tunesië ·
Turkije ·
Uruguay ·
Venezuela ·
Wales ·
Zuid-Afrika ·
Zuid-Korea ·
Zweden ·
Zwitserland
Algerije (2010) ·
België (2014) ·
Brazilië (2009, 2) ·
Duitsland (2014) ·
Engeland (2010) ·
Ghana (2006) · 
Ghana (2014) · 
Italië (2006) · 
Nederland (2022) ·
Portugal (2014) ·
Slovenië (2010) ·
Tsjechië (2006)